# クロウシノシタ
クロウシノシタ（黒牛の舌、学名：Paraplagusia japonica）は、カレイ目ウシノシタ科に属する魚類の一種。
高級食用魚として知られるシタビラメ類の仲間で、単に「ウシノシタ」と呼ばれることもあるほか、「クツゾコ」「ゲンチョウ」など多くの地方名をもつ。

## 概要
クロウシノシタは日本から黄海・東シナ海・南シナ海にかけての沿岸部に生息する海水魚である。水深20-65mの砂泥底で暮らす底生魚で、甲殻類や貝類を主に捕食する。仔魚は浮遊生活を送るが、産卵から仔魚期、また変態を果たしてから成魚に至るまでの過程は、すべて同じ沿岸域で完結するとみられている。
体長は最大で35cmほどになる。眼は体の左側にあり、非常に小さい。背鰭・臀鰭は黒色だが辺縁は白いこと、唇にヒゲ状の突起をもつことが他のシタビラメ類との鑑別点となる。鰭には棘条がなくすべて軟条で構成され、背鰭・臀鰭の鰭条はそれぞれ105-119本・84-97本。側線はよく発達し、椎骨は41-44個。

## 人間とのかかわり
食味は良く、底引き網・定置網などで漁獲される水産重要種である。煮付けやムニエルなどにして利用され、シタビラメ類の中ではアカシタビラメと並んで市場での流通量が多い。